# Quetta-
Quetta- (símbol Q) és un prefix multiplicador del Sistema Internacional d'Unitats que indica un factor de 100010 o 10³⁰ o 1 000 000 000 000 000 000 000 000 000 000.
Adoptat el 2022, prové d'una combinació del mot llatí decem i del grec δέκα, deca, que signifiquen «deu» pel fet que representar 100010. També es tingué en compte que la lletra inicial fos una Q, seguint la tendència decreixent de Z,Y i R; i acabant en «a» perquè és el criteri pels prefixos multiplicadors i adaptant-los a una pronunciació en anglès senzilla.
Per exemple;
1 quettàmetre = 1 Qm = 10³⁰ metres
1 quettagram = 1 Qg = 10³⁰ grams
1 quettasegon = 1 Qs = 10³⁰ segons